# Marradi
Marradi est une commune de la ville métropolitaine de Florence dans la région Toscane en Italie. 

## Géographie

### Hameaux
Biforco, Campigno, Crespino del Lamone, Lutirano, Popolano, Sant'Adriano

### Communes limitrophes
Borgo San Lorenzo, Brisighella, Dicomano, Modigliana, Palazzuolo sul Senio, Portico e San Benedetto, San Godenzo, Tredozio, Vicchio

## Administration
| Période      | Période  | Identité         | Étiquette                         | Qualité |
| ------------ | -------- | ---------------- | --------------------------------- | ------- |
| 10 juin 2018 | En cours | Tommaso Triberti | liste civique Insieme per Marradi |         |

## Jumelages
Castelnaudary (France)

## Personnalités originaires de Marradi
- Gualtiero Bassetti (né en 1942), cardinal.
- Dino Campana (1885 -1932), poète.